# Battlefield 2
Battlefield 2 là một game mô phỏng quân sự bắn súng góc nhìn thứ nhất năm 2005 do Digital Illusions CE phát triển và Electronic Arts phát hành dành riêng cho Microsoft Windows và là phần thứ ba trong dòng game Battlefield.

## Lối chơi

Hình chụp màn hình Battlefield 2 hiển thị một người chơi USMC Spec Ops chiếm được điểm kiểm soát MEC

Battlefield 2 là phần tiếp theo của Battlefield Vietnam, với nhiều thay đổi về lối chơi nổi tiếng của bản gốc. Nhiều tính năng lối chơi mới này đã được thêm vào trò chơi dựa trên tinh thần đồng đội và hợp tác. Game engine mới bao gồm cải tiến vật lý, ánh sáng động và thâm nhập vật liệu thực tế hơn.
Battlefield 2 thuộc dạng chơi mạng kết nối qua Internet hoặc mạng máy tính cục bộ (LAN). Mục chơi đơn với ba cấp độ khó thêm vào đó. Cả hai chế độ người chơi đều sử dụng cùng một bản đồ và sử dụng chế độ chinh phục của Battlefield. Chế độ chơi đơn cho phép 16 người chơi do máy tính điều khiển trong khi chế độ Internet cho phép tối đa 64 người chơi. Người chơi có thể chọn chơi như Thủy quân lục chiến Hoa Kỳ, Quân Giải phóng Nhân dân hoặc "Liên minh Trung Đông". Các phe phái bổ sung có thể chơi được thông qua các bản mở rộng, chẳng hạn như Liên minh châu Âu. Tiến trình trong game được thực hiện thông qua các chương trình khuyến mãi cho phép mở khóa thêm vũ khí. Bằng cách chơi game trên các máy chủ được xếp hạng, người chơi có thể thêm vào bảng xếp hạng người chơi toàn cầu của mình. Những bảng này được sử dụng để trao giải khuyến mãi và thành tích khác.
Trong Battlefield 2, người chơi được chia thành hai đội đối địch (phe phái của người chơi phụ thuộc vào bản đồ). Mục tiêu chính trong Battlefield 2 là giảm vé của các đội đối thủ. Vé thể hiện khả năng của quân đội để củng cố vị trí của họ trên chiến trường; mỗi đội chỉ có một nguồn cung cấp vé hạn chế và mỗi người thương vong trên chiến trường sẽ giảm số lượng vé có sẵn. Điểm kiểm soát đại diện cho các điểm chính trên bản đồ và được thể hiện bằng cờ. Điểm kiểm soát là điểm hồi sinh của Battlefield 2, và một đội sở hữu phần lớn điểm kiểm soát đáng kể khiến vé của các đội khác giảm dần, bất kể thương vong. Một ván kết thúc khi vé của một đội mất hết, đồng hồ bấm giờ kết thúc hoặc nếu tại bất kỳ thời điểm nào, một đội không có điểm kiểm soát và không có người lính nào còn sống trên chiến trường (có nghĩa là họ không có mặt trên chiến trường).
Hai chế độ chơi của Battlefield 2 là Conquest và Cooperative. Sự khác biệt duy nhất giữa hai chế độ là Cooperative bao gồm những người chơi do máy tính điều khiển, trong khi Conquest chỉ cho phép người chơi đấu với nhau. Kết quả từ chế độ Cooperative không được tính vào bảng xếp hạng người chơi toàn cầu.

## Cốt truyện
Trò chơi lấy bối cảnh năm 2007 trong một cuộc chiến tranh thế giới giữa các thế lực khác nhau: Hoa Kỳ được hỗ trợ bởi Liên minh châu Âu, Anh và Chechen đang có chiến tranh chống lại Nga, Trung Quốc và Liên minh Trung Đông hư cấu (MEC) được hỗ trợ bởi các nhóm nổi dậy khác nhau.
Không có lý do cụ thể nào về việc làm thế nào hoặc tại sao chiến tranh nổ ra, mặc dù một lý thuyết có khả năng là kiểm soát trữ lượng dầu. Trong game, Liên minh châu Âu và Hoa Kỳ chiến đấu với Trung Quốc và MEC. Game đề cập rằng Mỹ và EU là đồng minh và EU đã đàm phán đình chiến với Nga, nhưng không biết liệu Trung Quốc và MEC có phải là đồng minh hay không. Trò chơi cũng diễn ra ở các mặt trận khác nhau, vì Trung Đông và Trung Quốc đang bị liên quân Mỹ và EU xâm lược, và nước Mỹ lại đang bị liên quân Trung Quốc và MEC xâm chiếm.

## Nội dung bổ sung

### Battlefield 2: Special Forces
Bản mở rộng đầu tiên của Battlefield 2, Special Forces, lần đầu tiên bắt đầu phát triển trong khoảng thời gian trước hoặc ngay trước khi phát hành bản gốc Battlefield 2 của DICE: Nhà sản xuất Battlefield, Mike Doran, đã nhận xét vào tháng 8 năm 2005 rằng "Sự thật là việc phát triển Battlefield 2: Special Forces đã bắt đầu từ vài tháng trước." Nó được công bố chính thức vào ngày 14 tháng 7 năm 2005 và được phát hành vào ngày 21 tháng 11 cùng năm. Trọng tâm của sự phát triển là chiến đấu dựa trên bộ binh trái ngược với chiến đấu tập trung vào khí tài so với bản gốc. Như vậy, hầu hết các nội dung bổ sung trong bản mở rộng chỉ có thể được sử dụng dành iêng cho bộ binh.
Bản mở rộng cung cấp tám bản đồ, 6 phe có thể chơi được và mười phương tiện khác như AH-64D Apache và Mi-35 Hind, mặc dù tất cả các máy bay phản lực đã bị loại bỏ. Ngoài những nội dung mới này, người chơi có quyền tiếp cận các loại trang thiết bị mới như kính nhìn ban đêm, hơi cay, mặt nạ phòng độc, dây kéo và móc câu có thể làm thay đổi lối chơi. Có thêm tám loại vũ khí nhỏ như G36K/E và FN SCAR L/H và một số vũ khí từ bản gốc được thay thế. Bản mở rộng cung cấp nhiều giải thưởng hơn dưới dạng huy hiệu, ruy băng và huy chương mà người chơi có thể kiếm được. Cuối cùng, nhiều vũ khí từ bản mở rộng có thể được sử dụng trong bản gốc Battlefield 2.

### Booster pack
Booster pack là nội dung bổ sung được phát hành cho Battlefield 2 hiện đang có sẵn để tải xuống miễn phí. Booster pack sau đó đã có sẵn ở dạng bán lẻ dưới dạng Booster Pack Collection, chứa một đĩa DVD có các gói này, cũng như được bao gồm trong "The Complete Collection", chứa một đĩa DVD với cả bản gốc và tất cả các bản mở rộng/booster pack.
Booster pack bổ sung một lượng nội dung đáng kể cho trò chơi, nhưng khác với gói mở rộng vì chúng nhằm mục đích thêm vào lối chơi ban đầu và không tự đứng vững (chẳng hạn như Special Forces). Booster pack bao gồm bản đồ mới, xe cộ và một phe mới là Liên minh châu Âu.
Hai bản booster pack được bao gồm miễn phí trong bản cập nhật 1.50 được phát hành vào ngày 1 tháng 9 năm 2009.

#### Euro Force
Battlefield 2: Euro Force là bản booster pack đầu tiên, và được phát hành vào ngày 14 tháng 3 năm 2006. Bản booster pack này cho phép người chơi vào vai một đội quân mới của Liên minh châu Âu, được trang bị vũ khí và phương tiện mới từ các quốc gia khác nhau của EU. Nó có sẵn để mua trực tuyến tại dịch vụ tải xuống Electronic Arts hoặc là một phần của bản bán lẻ Booster Pack Collection. Nó được làm miễn phí với bản patch 1.5.

#### Armored Fury
Battlefield 2: Armored Fury là bản booster pack thứ hai được phát hành cho Battlefield 2 vào ngày 6 tháng 6 năm 2006. Bản này thêm vào ba bản đồ mới, cũng như hai lớp phương tiện mới: máy bay tấn công để hỗ trợ trên không và trực thăng trinh sát hoạt động như một UAV di động. Các phương tiện mới bao gồm các máy bay tấn công hoặc tiếp vận tầm gần như A-10 Thunderbolt II, Su-39 vàNanchang Q-5 cũng như các máy bay trực thăng tiện ích hạng nhẹ mới như MH-6 Little Bird, EC-635 và Z-11. Cùng với việc bổ sung các máy bay trực thăng và máy bay mới, DICE cũng đã bổ sung thêm xe Muscle Car và Semi Truck. Tuy nhiên, AV-8B Harrier được đề xuất đã bị cắt khỏi add-on này là do các vấn đề cân bằng. Giống như Euro Force, Nó được làm miễn phí với bản patch 1.5.

## Đón nhận
Trò chơi đã nhận được sự hoan nghênh quan trọng trên diện rộng, thu được tổng điểm 91/100 từ 55 đánh giá trên Metacritic. Nó đã nhận được 5/5 sao từ các ấn phẩm Yahoo! Games, GameSpy, X-Play và Computer Gaming World. PC Gamer đã thưởng cho nó 94%, nói rằng "Bản đồ được tinh chỉnh và lối chơi cân bằng của nó chứng minh rằng bạn có thể cải thiện sự hoàn hảo," và vinh danh nó là Game của Năm. Một số điểm thấp hơn là phản ứng với số lượng lớn lỗi và trục trặc trong bản phát hành ban đầu, bao gồm cả sự cố với lỗi máy tính để bàn và các sự cố mạng. Ví dụ, Gaming Nexus (thưởng cho game 8.7/10 điểm) viết rằng, "Tôi đã có nhiều trải nghiệm thú vị khi chơi nó và tôi đã chỉ nhìn thấy những khoảnh khắc đó nhưng tất cả những điều đó đều bị các lỗi và soi mói trong trò chơi làm hỏng." GamesRadar chấp thuận trò chơi, đạt tỷ lệ 90%, nhưng đã thêm từ chối trách nhiệm rằng trải nghiệm chơi trò chơi là tốt nhất "nếu máy của bạn hoạt động được".
Battlefield 2 đã bán được 1,2 triệu bản trong tháng đầu tiên sau khi phát hành. Tổng doanh số tính đến tháng 7 năm 2006 là 2.225.000. Game nhận được giải thưởng doanh số "Vàng" từ Entertainment and Leisure Software Publishers Association (ELSPA), cho thấy doanh số ít nhất 200.000 bản tại Vương quốc Anh.
Battlefield 2 đã giành giải thưởng PC Gamer US "Best Multiplayer Game 2005" và "Game of the Year 2005". Dan Stapleton của tạp chí này đã viết, "Rất ít trò chơi khác trong lịch sử của phương tiện này đã nắm bắt rất hiệu quả cảm giác chiến đấu của quân đội hiện đại trong môi trường đô thị". Các biên tập viên của tạp chí Computer Games Magazine đã trao cho Battlefield 2 giải thưởng năm 2005 dành cho "Best Action Game" và "Best Multiplayer", và vinh danh cho nó là trò chơi máy tính hay thứ hai trong năm. Họ gọi nó là "có lẽ là ví dụ ly kỳ nhất về việc các game bắn súng đã đi được bao xa trong vài năm qua."